# Rejon İsmayıllı
Rejon İsmayıllı (azer. İsmayıllı rayonu) – rejon w północnym Azerbejdżanie.

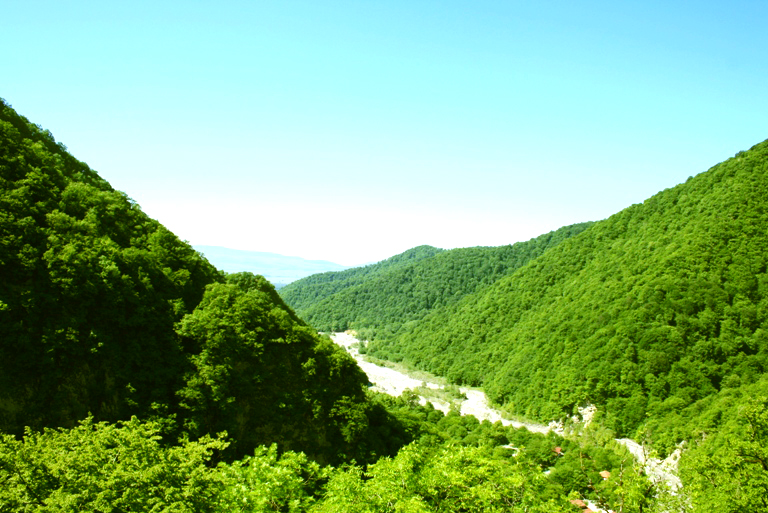
Krajobraz rejonu İsmayıllı